# Boucardicus simplex
Boucardicus simplex е вид охлюв от семейство Cyclophoridae. Видът е критично застрашен от изчезване.

## Разпространение
Разпространен е в Мадагаскар.